# 永山薫
永山 薫（ながやま かおる、1954年9月11日 - ）は、日本の漫画評論家・文筆家・編集者。本名は福本義裕。

## 略歴
大阪府生まれ。近畿大学商経学部経済学科を卒業後上京し、松岡正剛の遊塾を経てライター・編集業に携わる。
白夜書房（後のコアマガジン）が発行していた『Billy』『漫画ホットミルク』『コミックジャンキーズ』でのレビューをはじめ、エロマンガへの造詣が深い。『マンガ論争』の編集長をしている。
2006年11月には著書『エロマンガ・スタディーズ』（イーストプレス）を出版。
日本マンガ学会の発足時からの会員である。

## 著書
- エロマンガ・スタディーズ -「快楽装置」としての漫画入門
- 殺人者の科学
- 網状言論F改―ポストモダン・オタク・セクシュアリティ
- スティーヴン・キングの研究読本―モダンホラーとU.S.A.

## 雑誌記事
- 週刊誌 FLASH 2015年12月22日号 - 特集「お色気マンガベスト10」でこのジャンルの歴史などについて述べた。